# Achaearanea dubitabilis
Achaearanea dubitabilis là một loài nhện trong họ Theridiidae.
Loài này thuộc chi Achaearanea. Achaearanea dubitabilis được Jörg Wunderlich miêu tả năm 1987.